# Дебрецен
Де́брецен (угор. Debrecen), також Дебречин (пол. Debreczyn) або Доброчин — друге за розміром місто в Угорщині. Розташоване за 220 км на схід від Будапешта, за 50 кілометрів на південь від Ньїредьгази. Місто є адміністративним центром медьє (провінції) Гайду-Бігар. Населення — 203 506 (2015).
Місту присвячена відома українська народна пісня «Як ішов я з Дебречина додому…».

## Назва
Вперше у літописних джерелах місто згадується у 1235 році, як «Debrezun». Є припущення, що ця назва слов'янського (від слова «доброчин») або половецького походження. Назва міста на інших мовах:  Debreţin (Дебрецін) румунською, німецькою Debrezin (Дебрецин) і сербською Дебрцин (Дебрцін). У новітні часи в україномовних селах східної Угорщини село звуть Дебречин або Доброчин.
19 липня 2025 року Глава МЗС України Андрій Сибіга анонсував, що Україна буде повертати назви українського походження іноземним топонімам у національному вжитку, серед яких і місто Дебрецен, замість якої доречна назва — Доброчин. Використання назв українського походження — суверенне національне право України, яке до того ж відповідає діючому законодавству.

## Географічне розташування

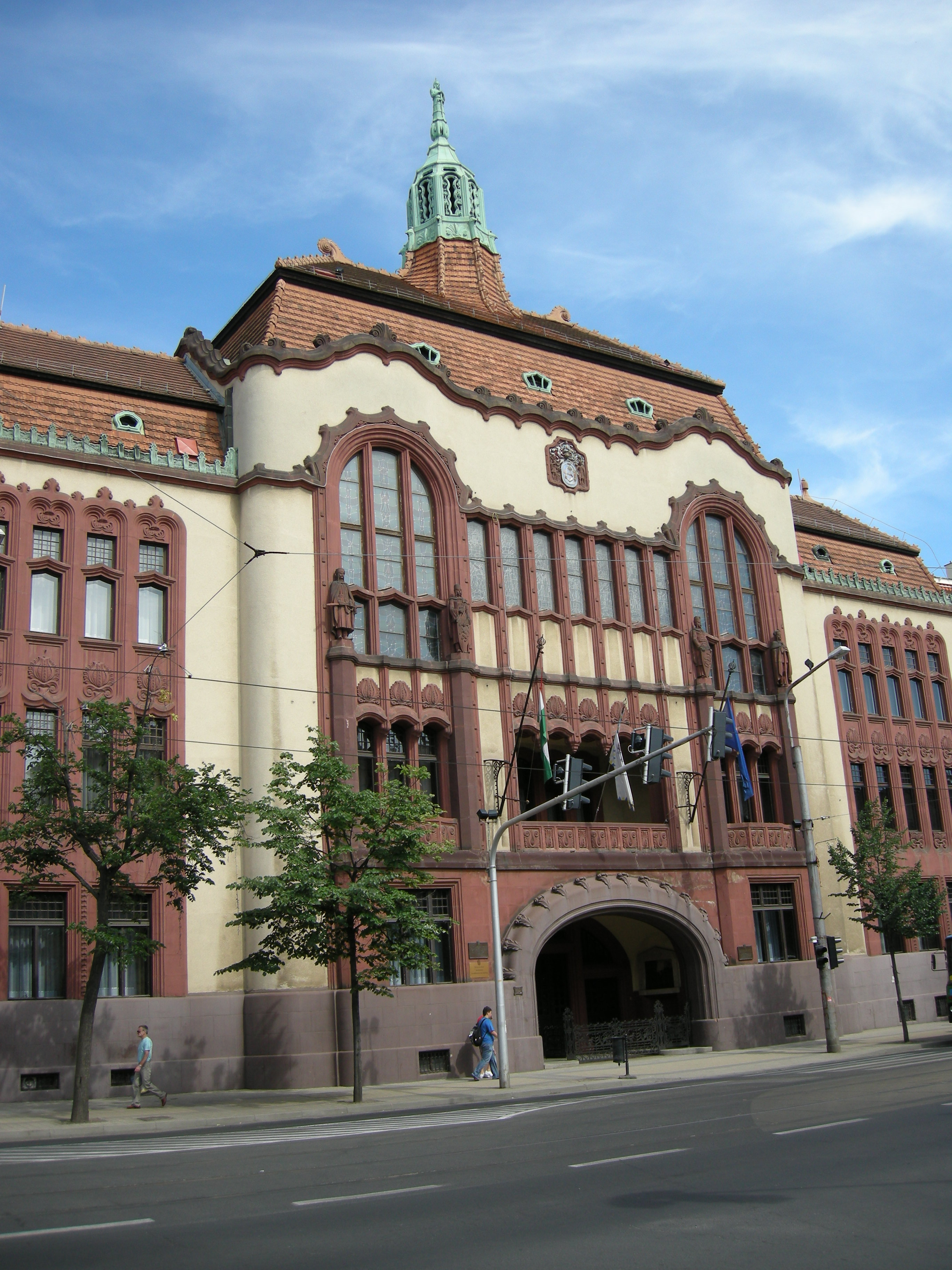
Магістрат

Місто розташоване в історичному регіоні Великий Альфельд, який є частиною Середньодунайської рівнини, за 220 км на схід від Будапешта, за 50 км на південь від Ньїредьхази. За 30 км на схід пролягає державний кордон з Румунією. Дебрецен зв'язаний кількома автошляхами з Будапештом (автобан M35 і шосе E60, через Сольнок), Мішкольці, румунським містом Орадя. Магістраль Е573 йде з Дебрецена через Ньїредьхазу в український Чоп і далі на Ужгород.
Через місто пролягає залізниця Чоп — Дебрецен — Сольнок — Будапешт. Час в дорозі на поїзді від столиці до Дебрецена — близько 3 годин.
Поруч з містом розташований міжнародний аеропорт, другий за величиною в країні після будапештського. Аеропорт був відкритий для комерційних польотів у 2001 році на базі реконструйованого аеродрому колишньої радянської військової бази, роком пізніше з нього почали виконуватися міжнародні рейси.
Міський транспорт Дебрецена представлений автобусною, тролейбусною мережами та двома трамвайними лініями.
У довгостроковій перспективі, близькість Дебрецена до України і Румунії можуть дозволити йому розвиватися як важливий торговельний та транспортний центр.

## Температура
| Клімат Дебрецен               | Клімат Дебрецен | Клімат Дебрецен | Клімат Дебрецен | Клімат Дебрецен | Клімат Дебрецен | Клімат Дебрецен | Клімат Дебрецен | Клімат Дебрецен | Клімат Дебрецен | Клімат Дебрецен | Клімат Дебрецен | Клімат Дебрецен | Клімат Дебрецен |
| Показник                      | Січ.            | Лют.            | Бер.            | Квіт.           | Трав.           | Черв.           | Лип.            | Серп.           | Вер.            | Жовт.           | Лист.           | Груд.           | Рік             |
| Абсолютний максимум, °C       | 16,2            | 20,4            | 25,9            | 30,5            | 33,7            | 39,1            | 41,8            | 40,4            | 36,8            | 31,2            | 25,1            | 18,7            | 41,8            |
| Середній максимум, °C         | 0,6             | 4,1             | 10,4            | 16,6            | 21,7            | 24,6            | 26,5            | 26,1            | 22,4            | 16,5            | 8,5             | 2,6             | 15,1            |
| Середня температура, °C       | −2,6            | 0,2             | 5,1             | 10,7            | 15,8            | 18,7            | 20,3            | 19,6            | 15,8            | 10,3            | 4,5             | −0,2            | 9,9             |
| Середній мінімум, °C          | −5,5            | −3              | 0,6             | 5,4             | 10,1            | 13,1            | 14,4            | 13,7            | 10,3            | 5,3             | 1,3             | −2,8            | 5,2             |
| Абсолютний мінімум, °C        | −30,9           | −26,2           | −17,8           | −6,5            | −2,8            | 2,1             | 4,5             | 1,7             | −5,6            | −11,5           | −20             | −25,4           | −30,9           |
| Норма опадів, мм              | 37              | 30              | 34              | 42              | 59              | 80              | 65              | 61              | 38              | 31              | 45              | 44              | 566             |
| ----------------------------- | --------------- | --------------- | --------------- | --------------- | --------------- | --------------- | --------------- | --------------- | --------------- | --------------- | --------------- | --------------- | --------------- |
| Джерело: World Climate(англ.) |                 |                 |                 |                 |                 |                 |                 |                 |                 |                 |                 |                 |                 |

## Історія
Перш ніж угорці зайняли територію нинішньої Угорщини, на цій площі жили різні племена. Місто утворилось в результаті злиття невеликих сіл у цьому районі.
У 1361 король Угорщини Людовик надав місцевим мешканцям право вибору судді міста і ради. Це відкрило нові можливості для міста. До початку 16 століття місто було важливим місцем ринку. Король Сигізмунд, імператор Священної Римської імперії, у рамках договору з сербського правителя Стефана Лазаревича Despotus, дав йому місто як подарунок у вересні 1411. Через рік після смерті Лазарович в 1426, владика Дебрецен став Despotus Джюрадя Бранкович Сербії, succesor Стефана. Між 1450 і 1507, було домену сім'ї Хуньяді.
За часів Османської імперії, близькість знаходження до кордону, не маючи місто або фортеця стін, Дебрецен часто виявився у важкій життєвій ситуації, і місто було врятовано лише дипломатичні здібності своїх лідерів. Іноді місто було захищене Османської імперії, іноді католицьких європейських правителів або Франциск II Ракоці, князь Трансільванії. Це призвело жителі міста, щоб бути відкритою і Дебрецен обняв протестантської Реформації досить рано, заслуживши прізвисько «кальвіністський Рим». У цей час жителі міста були в основному угорськими кальвіністами. Дебрецен став санджаком між 1541-1693 роками і підпорядковувався столиці Варадського еялету місту Варад, межував з санджаками в Еґері (1596—1660), Салонта та еялетом в Буді (1541—1596).
У 1673 році сюди з Габсбурзької імперії були вислані 40 протестантських пасторів, після чого ідеї Реформації широко поширилися в місті, яке отримало неофіційне ім'я «угорська Женева» і досі залишається найбільшим центром угорського кальвінізму. Римсько-католицька церква змогла повернутися в місто лише у 1715 році, коли був побудований монастир ордену піарів і собор св. Анни.
У 1693 році Леопольд I, імператор Священної Римської імперії дарував Дебрецену статус вільного королівського міста. У цей час місто стало важливим культурним, торговельним та сільськогосподарським центром, багато майбутніх вчених і культурних митців вчилися у протестантському коледжі (предтеча сьогоднішнього університету Дебрецена).
У 1849 році Дебрецен опинився в епіцентрі Угорської Революції 1848—1849 років — сюди з Будапешту втекли члени угорського революційного уряду. У квітні 1849 у Великій кальвіністській церкві (Nagytemplom угорською) розпочалося засідання Державних зборів, на якому Лайош Котуш зачитав Декларацію про угорську незалежність. На той час місто фактично стало столицею держави. Дебрецен також став місцем завершення війни за незалежність: на західній околиці міста, армія Російської імперії — союзниці Габсбургів — розгромила угорські війська.

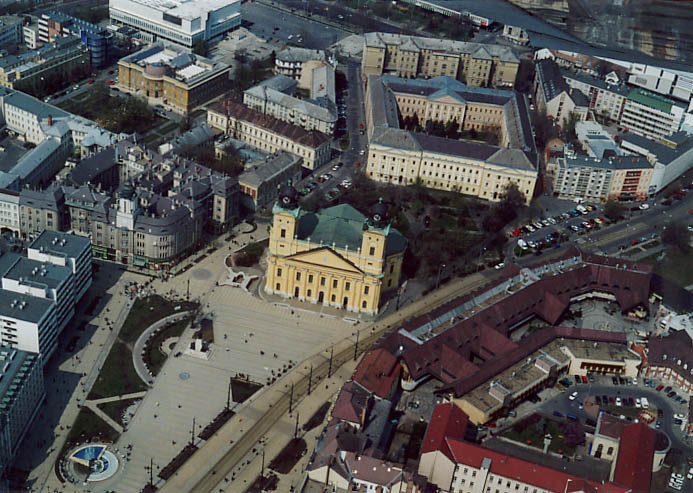
Центр міста з висоти пташиного польоту
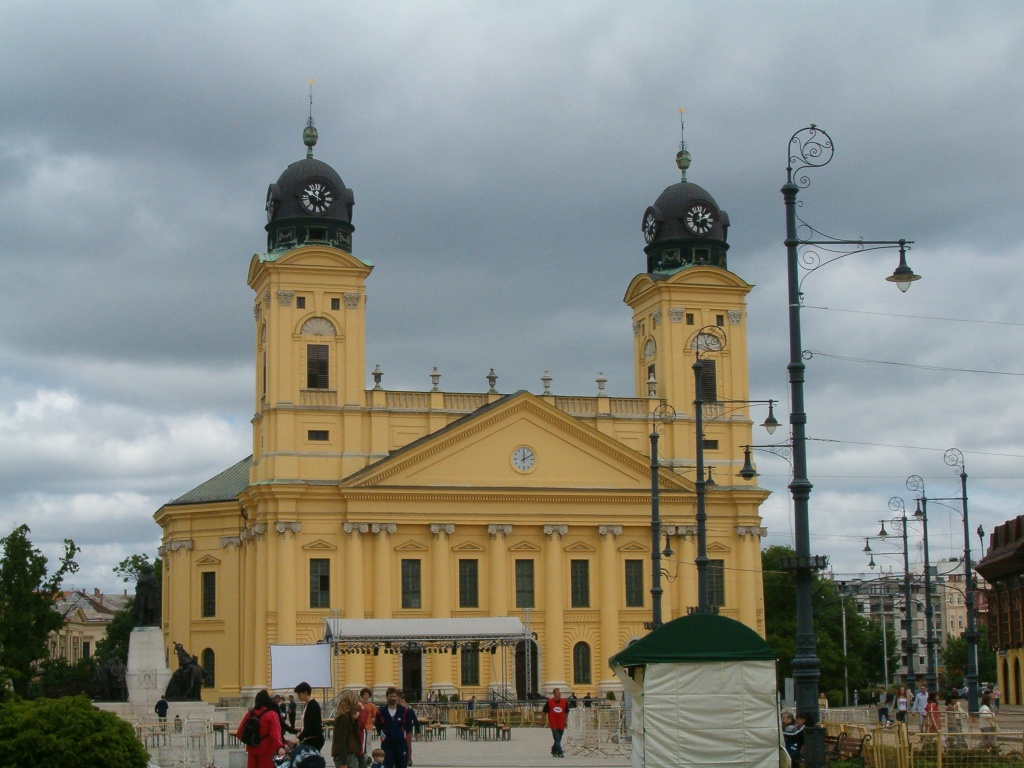
Велика протестантська церква

Після придушення революції Дебрецен став знову повільно розвиватися. У 1857 році була завершена залізнична лінія між Будапештом та Дебреценом, і незабаром місто стало важливим залізничним вузлом. Були побудовані нові школи, лікарні, церкви, фабрики, заводи, банки; були розбиті нові парки; почало зростати населення і разом з цими змінами, Дебрецен більше не сприймався як занедбане провінційне місто. У 1884 році Дебрецен стає першим угорським містом, у якому з'явився паровий трамвай.
У 1914 році був бомбовий замах на єпископство, загинув, зокрема, секретар єпископа.
Після Першої світової війни Угорщина втратила значну частину своєї східної території на користь Румунії. Дебрецен знову опинився недалеко від державного кордону. У 1919 році, протягом невеликого відрізку часу, місто находилось під окупацією румунських військ. Основним напрямком розвитку міста, став туризм. Багато будівель (у тому числі критий басейн і перший стадіон в Угорщині) були побудовані в Центральному міському парку, Nagyerdő («Великий ліс»). Було завершено будівлю університету. Великі пасовища Hortobágy, які знаходились на околиці Дебрецена, стали визначною туристичною пам'яткою.

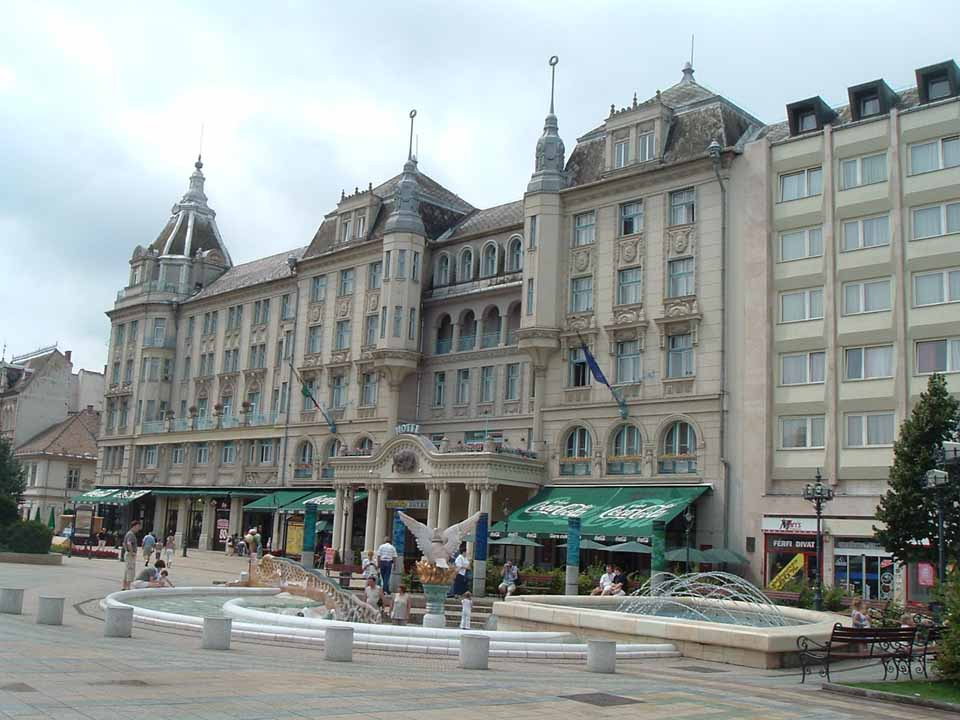
Готель Золотий Бик

Під час Другої світової війни, Дебрецен був майже повністю знищений. У жовтні 1944 на околицях міста відбулася Дебреценська операція, після якої 50 % будинків було знищено, а ще 20 % зазнали значних пошкоджень. Після 1944 року Дебрецен, на короткий час, знову став столицею Угорщини. Із запровадженням соціалістичного устрою установи та маєтки Дебрецена було переведено у державну власність. Відбудова міста тривала до 60-х років. У наступні десятиліття Дебрецен був третім за величиною містом Угорщини (після Будапешта та Мішкольца), але після промислової кризи 90-х років (яка боляче вдарила по Мішкольцу і призвела до відтоку звідти працездатного населення) став другим містом Угорщини за населенням.

## Населення
| Етнічні групи (перепис 2001 року) - Угорці — 94.7 % - Цигани — 0.5 % - Інші — 0.8 % - Утрималися від відповіді — 4 % Релігії - Кальвіністи — 38.7 % - Католики — 15.4 % - Греко-католики — 8.2 % - Лютерани — 0.5 % - Інші — 1.5 % - Атеїсти — 24.8 % - Утрималися від відповіді — 10.9 % | Динаміка кількості жителів: - 1850 — 30 306 - 1857 — 36 283 - 1869 — 46 111 - 1880 — 51 122 - 1890 — 56 940 - 1910 — 87 221 - 1920 — 97 933 - 1930—111 778 - 1940—119 608 - 1950—110 963 - 1960—129 834 - 1970—162 313 - 1980—191 494 - 1989—219 251 - 1990—212 235 - 2000—203 648 - 2008—205 484 - 2009—206 225 - 2010—207 270 - 2015—203 506< |

## Освіта
Університет Дебрецена — один з найвідоміших навчальних закладів Угорщини. Він був заснований у 1538 році, як Кальвіністський коледж. Протягом наступних століть він був одним з ключових вищих навчальних закладів країни. У 1912 році його було трансформовано у Королівський університет.

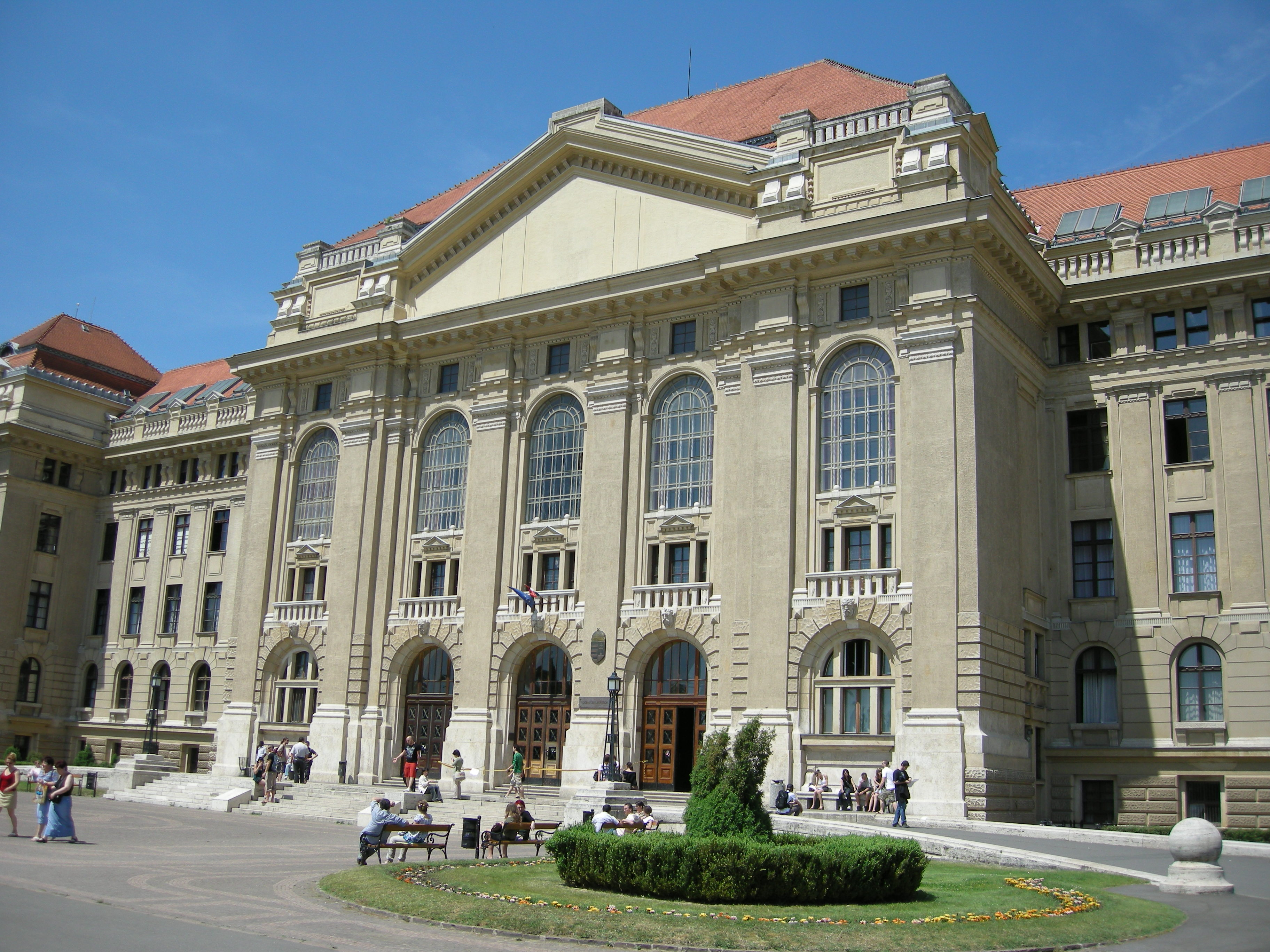
Головний корпус Університету Дебрецена.

У 2000 році в його склад були включений Сільськогосподарський Університет, Медичний Університет і Університет імені Л. Кошута. Утворений об'єднаний Університет Дебрецена складається з 11 факультетів і 2 коледжів. Тут навчаються понад 20 000 студентів.
Будівля головного корпусу університету отримала визнання як видатний витвір архітектури.

## Спорт у Дебрецені
Місто є домівкою для найсильнішого угорського клубу сучасності — ВСК Дебрецен, який за останні шість років — п'ять разів ставав чемпіоном країни. Арена клубу — «Stadion Oláh Gábor Út» розташований у Міському парку (Nagyerdő), на вулиці Oláh Gábor і має місткість у 10 тисяч глядачів. Кольори команди: червоний та білий.
В останнє десятиліття, у місті відбулося кілька міжнародних спортивних змагань. У липні 2001-го тут відбувся другий «Всесвітній молодіжний чемпіонат з легкої атлетики» (World Youth Championships in Athletics); у 2002 — «Чемпіонат Світу з художньої гімнастики» (World Artistic Gymnastics Championships). У жовтні 2006, вулиці Дебрецена стали місцем проведення «Першого Світового Чемпіонату з вуличного бігу» (2006 IAAF World Road Running Championships).
Дебрецен був одним з кандидатів на проведення перших Літніх Юнацьких Олімпійських Ігор 2010 року, але програв Сингапуру.

## Визначні пам'ятки
- Велика Церква Дебрецена (Nagytemplom) Кальвіністський собор, збудований у стилі неокласицизм у 1821 році. Найбільший протестантський храм Угорщини.
- Кафедральний собор св. Анни. (Szent Anna templom) Католицький собор, зведений у 1715 році.
- Греко-католицька церква. (Attila téri görög katolikus templom) Споруджена у 1910 році у візантійському стилі.
- Будівля готелю Золотий Бик. (Az Aranybika Hotel) Найстаріший готель Угорщини.
- Міський парк (Nagyerdő) У парку розташован комплекс з термальнимим ванами та басейном.
- Музей Дері (Déri Múzeum) (художня колекція містить твори Мігая Мункачі (Mihály Munkácsy); серед експонатів є артефакти з Стародавнього Єгипту)
- Квітковий карнавал Дебрецена, відбувається щороку 20 серпня
- Хортобадь (Hortobágy) — Національний парк, розташований за 40 кілометрів від Дебрецена. Парк включений до списку світової спадщини ЮНЕСКО.

## У піснях
Як ішов я з Дебречина додому,
Тай зайшла ми чорна кура дорогу.
Ой, іди ти, чорна куро, додому,
Не заважай, не заважай по дорозі нікому.
Як ішов я з Дебречина до Хуста
Тай знайшов я вишиваную хустку
Ой, ци мила ци не мила ю шила
Лем би вона, лем би вона, вишивати любила.

## Галерея

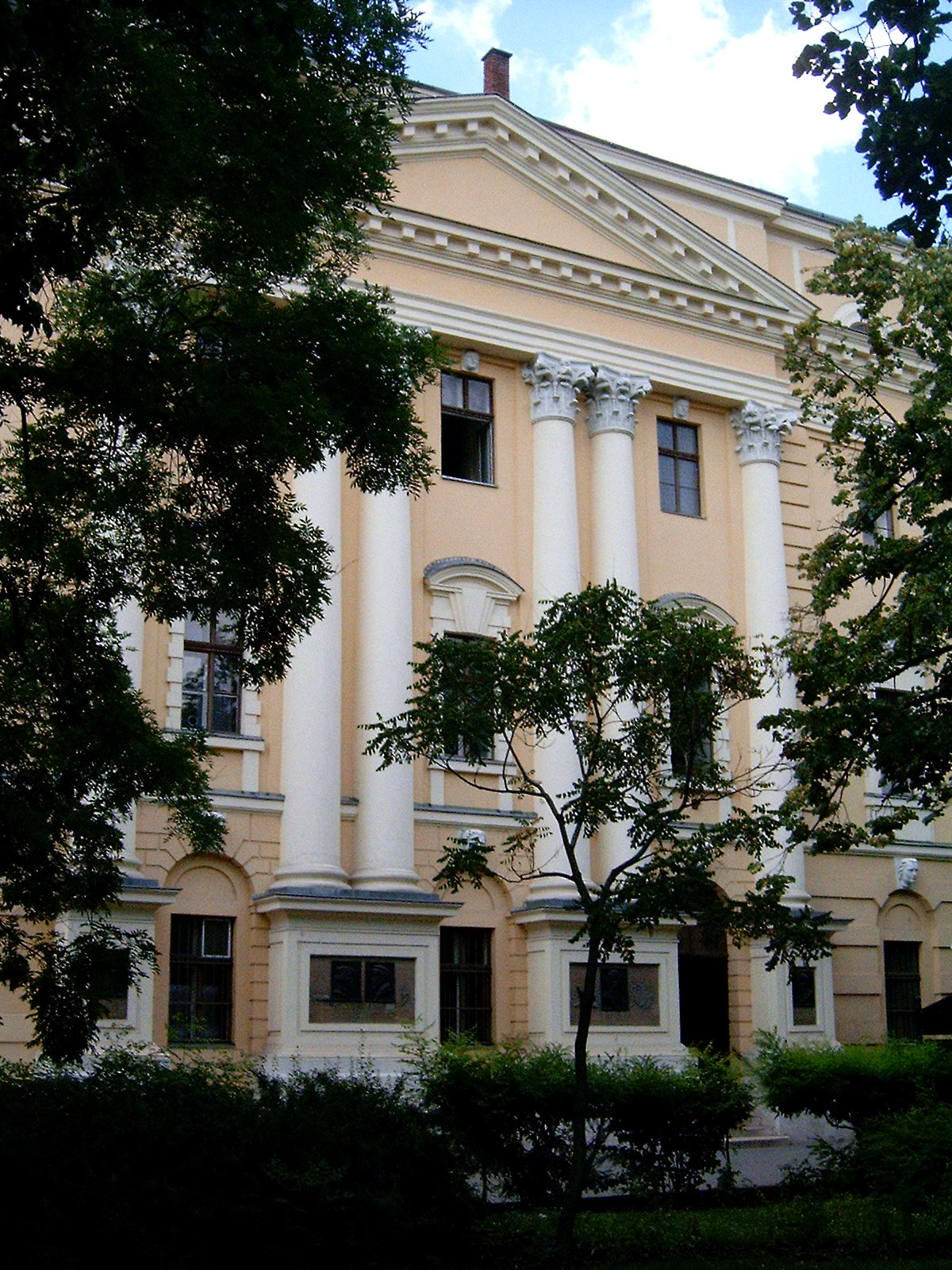
Кальвіністський коледж (заснований у 1538)
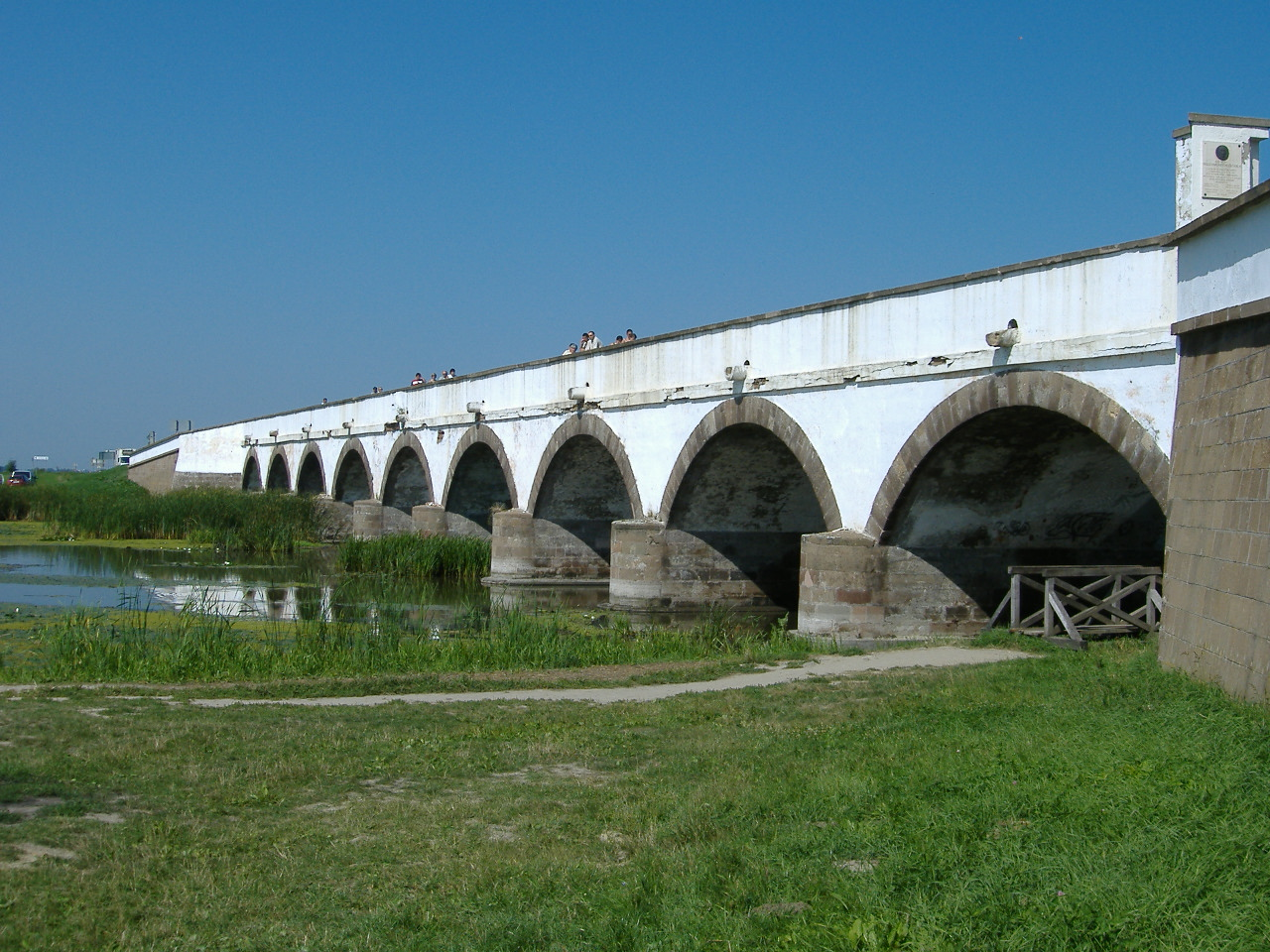
Хортобадь (Hortobágy), міст через болотну твань
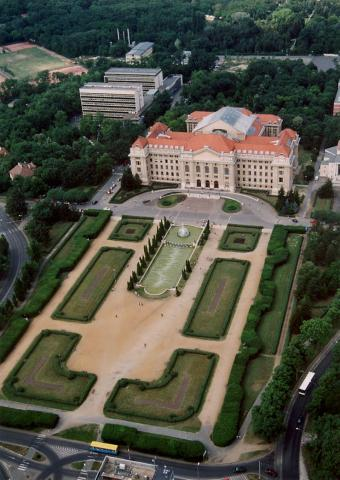
Університет Дебрецена
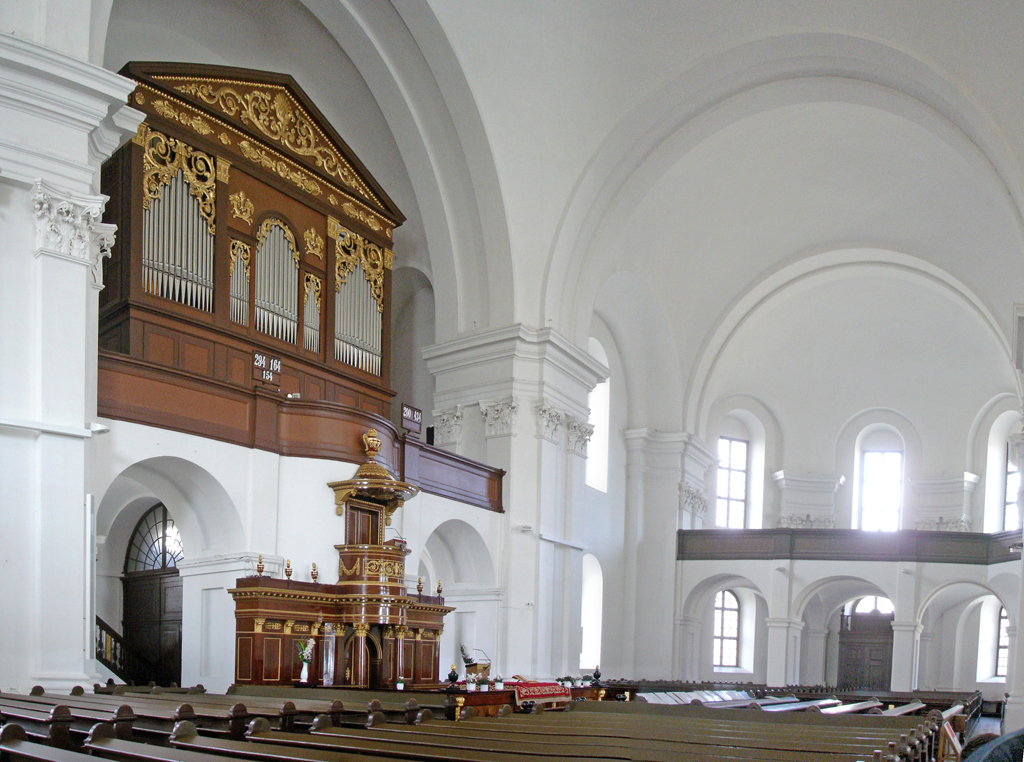
Інтер'єр Великої церкви
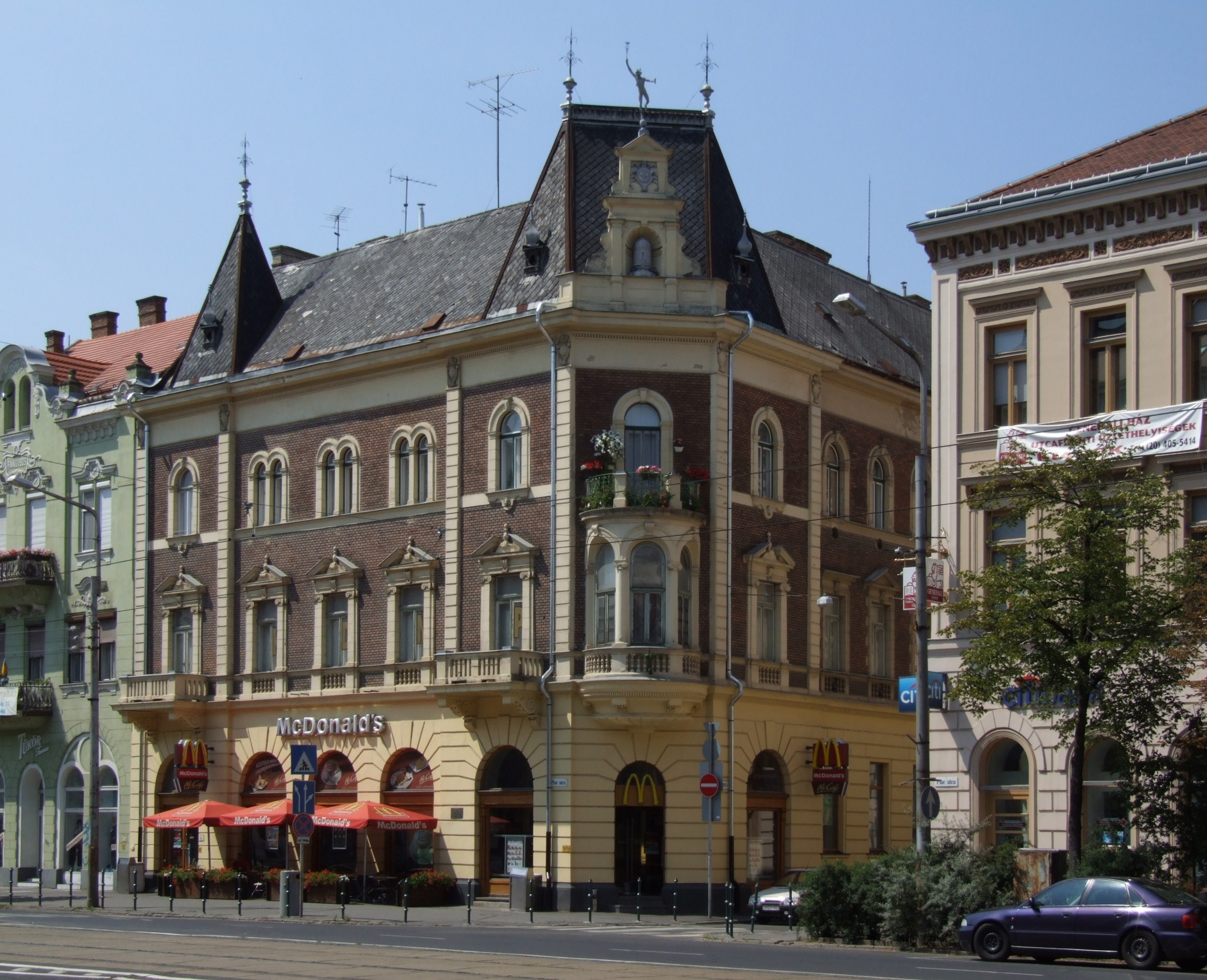
Вулиця Ринкова (Піоц — Piac)
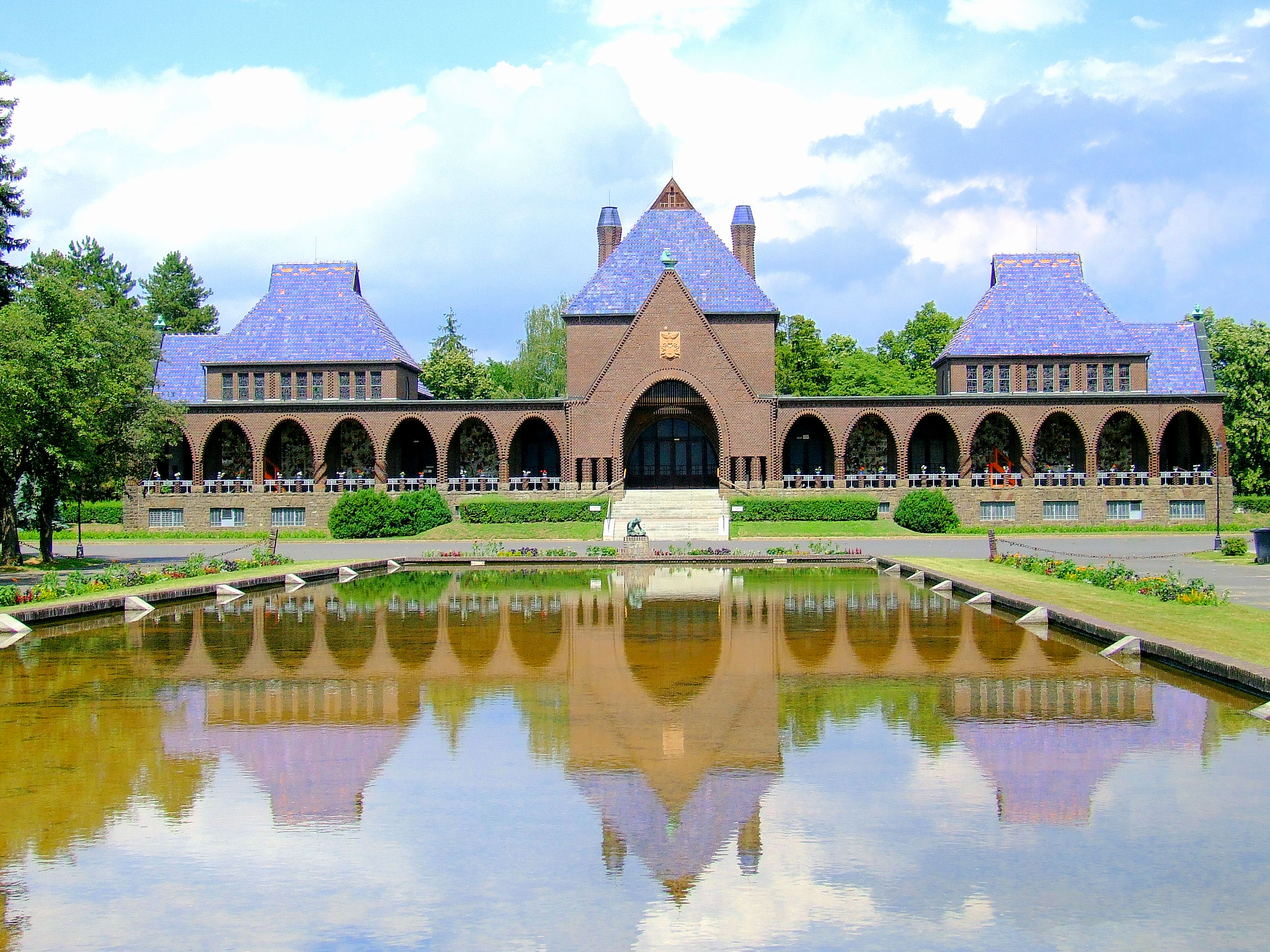
Кладовище
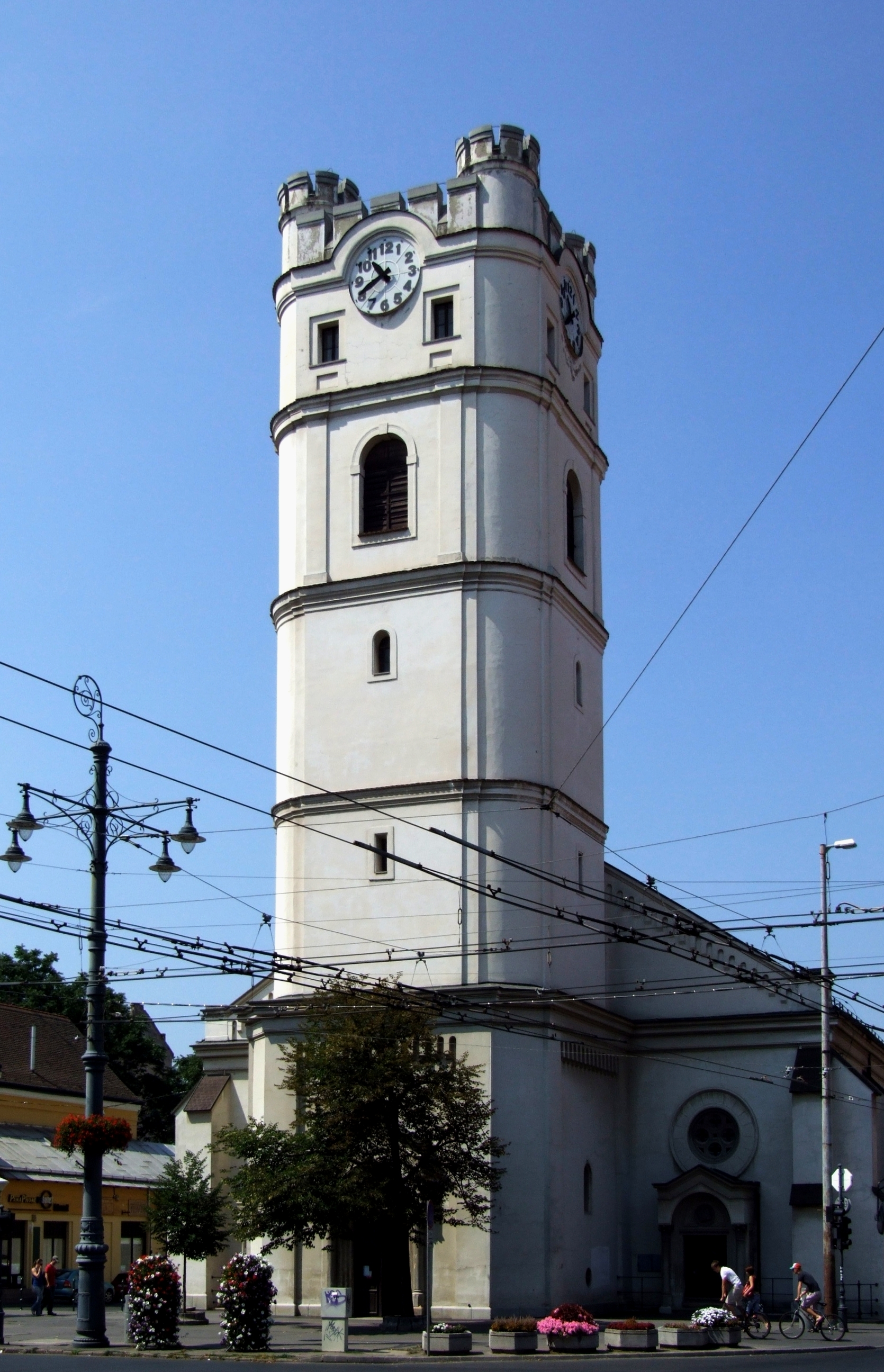
«Коренаста» церква